# SGML
 (енгл. Standard Generalized Markup Language) je preteča HTML opisnog jezika. SGML se deli na dve vrste:
- Deskriptivni - opisuje dokument, strukturu i ostale atribute.
- Rigorozni - opisuje rigorozno definisane objekte kao što su programi i baze podataka koje se takodje mogu koristiti u procesuiranju dokumenta.

HTML, xHTML i XML su primeri jezika koji su bazirani na SGML.

## Spoljašnje veze
- [http://www.w3.org/MarkUp/SGML/